# Lyperanthus
Lyperanthus es un género de orquídeas de hábitos terrestres originarias de Australia. Tiene 21 especies descritas y de estas solo 2 aceptadas.

## Descripción
Son orquídeas de hábitos terrestres que se encuentran en Australia y Tasmania con un solitario tubérculo carnoso ovoide, desnudo del que surge un corto tallo erecto, con una sola hoja basal, sesil, estrecha y lanceolada. Tienen una inflorescencia erecta, racemosa, terminal, con 1 a pocas flores y con  1 a 3 brácteas estériles y foliáceas.

## Taxonomía
El género fue descrito por Robert Brown  y publicado en Prodromus Florae Novae Hollandiae 325. 1810.

## Especies
1. Lyperanthus serratus Lindl., Gen. Sp. Orchid. Pl.: 393 (1840).
2. Lyperanthus suaveolens R.Br., Prodr.: 325 (1810).